# Les Grandes-Armoises
Les Grandes-Armoises ist eine französische Gemeinde mit 54 Einwohnern (Stand 1. Januar 2022) im Département Ardennes in der Region Grand Est (vor 2016 Champagne-Ardenne). Sie gehört zum Arrondissement Vouziers, zum Kanton Vouziers und zum Gemeindeverband Argonne Ardennaise.

## Geografie
Die Gemeinde Les Grandes-Armoises liegt 24 Kilometer nordöstlich von Vouziers. Umgeben Les Grandes-Armoises von den Nachbargemeinden Stonne im Nordosten, La Berlière im Osten, Oches im Süden, Sy im Südwesten sowie Tannay-le-Mont-Dieu im Nordwesten.

## Bevölkerungsentwicklung
| Jahr                      | 1962 | 1968 | 1975 | 1982 | 1990 | 1999 | 2006 | 2015 | 2019 |
| Einwohner                 | 71   | 66   | 63   | 44   | 54   | 41   | 45   | 60   | 61   |
| Quelle: Cassini und INSEE |      |      |      |      |      |      |      |      |      |

## Sehenswürdigkeiten

Kirche Sainte-Catherine

- Kirche Sainte-Catherine